# Renaud Paradis
 (septembre 2021).
Renaud Paradis est un comédien et musicien canadien qui a notamment doublé les films Transformers 3 : La Face cachée de la Lune, Transformers: The Last Knight ou encore Transformers: Revenge of the Fallen, ainsi que de nombreux films de la saga Harry Potter,,,,.

## Biographie
En 1999, il sort de l’école de théâtre et débute alors dans le cinéma avec notamment son rôle principal le film montréalais Chantons sous la pluie. Il est également doubleur dans de nombreux films et joue dans plusieurs pièces théâtrales,,,,,,.

## Filmographie
- L'Âge des ténèbres (2007) : Kieser von Eichstad
- Chantons sous la pluie[1]
- Station X (2005) : Slate

## Doublage

### Cinéma

#### Films
- Anthony Edwards dans :
  - Conquêtes de vacances (1985) : Lance

- James et Oliver Phelps dans :
  - Harry Potter à l'école des sorciers (2001) : Fred et George Weasley
  - Harry Potter et la Chambre des secrets (2002) : Fred et George Weasley
  - Harry Potter et le Prisonnier d'Azkaban (2004) : Fred et George Weasley
  - Harry Potter et la Coupe de feu (2005) : Fred et George Weasley
  - Harry Potter et l'Ordre du Phénix (2007) : Fred et George Weasley
  - Harry Potter et le Prince de sang-mêlé (2009) : Fred et George Weasley
  - Harry Potter et les Reliques de la Mort, partie 1 (2010) : Fred et George Weasley
  - Harry Potter et les Reliques de la Mort, partie 2 (2011) : Fred et George Weasley

- Eddie Jemison dans :
  - L'Inconnu de Las Vegas (2001) : Livingston Dell
  - Le Retour de Danny Ocean (2004) : Livingston Dell
  - Danny Ocean 13 (2007) : Livingston Dell

- Richard Tyson dans :
  - La Chute du faucon noir (2001) : le sergent Daniel Busch (mort au combat)

- Ethan Hawke dans :
  - Jour de formation (2001) : Jake Hoyt

- James Van Der Beek dans :
  - Les Justiciers du Texas (2001) : Lincoln Rogers Dunnison

- Charlie Hunnam dans :
  - Abandon (2002) : Embry Larkin

- Michael Rosenbaum dans :
  - Les Requins du billard (2002) : Danny

- James Franco dans :
  - Les Voyous de Brooklyn (2002) : Tino Verona

- Diego Luna dans :
  - Frida (2002) : Alejandro Gonzalez Arias
  - Danse lascive 2 : Les nuits de la Havane (2004) : Javier Suarez
  - Milk (2008) :  Jack Lira
  - Lignes interdites (2017) : Ray

- Colin Farrell dans :
  - Le Combat du lieutenant Hart (2002) : Lieutenant Thomas « Tommy » Hart
  - L'Imaginarium du docteur Parnassus (2009) : Tony (3e transformation)

- Ryan Reynolds dans :
  - Les Beaux-Pères (2003) : Mark Tobias

- Eric Christian Olsen dans :
  - Plusse cloche et très zidiot (2003) : Lloyd Christmas

- Jason Bateman dans :
  - Ballon-chasseur : Une vraie histoire de sous-estimés (2004) : Pepper Brooks
  - Le Merveilleux Emporium de M. Magorium (2007) : Henry Weston

- Justin Bartha dans :
  - Trésor national (2004) : Riley Poole
  - Trésor national : Le Livre des secrets (2007) : Riley Poole

- Milo Ventimiglia dans :
  - Maléfice (2005) : Bo

- Nicholas Turturro dans :
  - Le Dernier Essai (2005) : Brucie

- Casey Affleck dans :
  - Le Dernier Baiser (2006) : Chris

- Luke Wilson dans :
  - 3:10 pour Yuma (2007) : Zeke

- Ali Suliman dans :
  - Le Royaume (2007) : sergent Haytham

- Sean Hayes dans :
  - Maintenant ou jamais (2007) : Thomas

- Billy Otis dans :
  - Décadence IV (2007) : Cecil Adams

- Tim Kelleher dans :
  - Sept Vies (2008) : Stewart Goodman

- Keram Malicki-Sánchez dans :
  - Le Punisher : Zone de guerre (2008) : Ink

- Bryan Greenberg dans :
  - La Guerre des mariées (2009) : Nate Lerner

- Josh Hamilton dans :
  - Ailleurs nous irons (2009) : Roderick, le compagnon de LN, adepte du « continuum »

- Tom Kenny dans :
  - Transformers : La Revanche (2009) : Wheelie
  - Transformers 3 : La Face cachée de la Lune (2011) : Wheelie
  - Transformers : Le Dernier Chevalier (2017) : Wheelie

- Scoot McNairy dans :
  - Terre Promise (2012) : Jeff Dennon

- Michael Kelly dans :
  - L'Homme d'acier (2013) : Steve Lombard

- Jonas Armstrong dans :
  - Un jour sans lendemain (2014) : Skinner

- Edward Holcroft dans :
  - Kingsman : Services secrets (2014) : Charles « Charlie » Hesketh
  - Kingsman : Le Cercle d'or (2017) : Charles « Charlie » Hesketh

- T.I. dans :
  - Ant-Man (2015) : Dave
  - Ant-Man et la Guêpe (2018) : Dave

- B. D. Wong dans :
  - Monde jurassique (2015) : Dr Henry Wu
  - Monde jurassique : Le Royaume déchu (2018) : Dr Henry Wu
  - Monde jurassique : La Domination (2022) : Dr Henry Wu

- Matt Oberg dans :
  - Sœurs (2015) : Bob

- Saïd Taghmaoui dans :
  - L'Infiltré (2016) : Amjad Awan

- Stephen Kunken dans :
  - Jason Bourne (2016) : Baumen

- Patrick Kennedy dans :
  - Assaut sur Londres (2016) : John Lancaster

- Rhet Kidd dans :
  - Le Jour des patriotes (2016) : Harrold

- Adam Brown dans :
  - Pirates des Caraïbes : Les morts ne racontent pas d'histoires (2017) : Jib

- Rory Fleck Byrne dans :
  - L'Étranger (2017) : Sean Morrison

- Alex Wolff dans :
  - Jumanji : Bienvenue dans la jungle (2017) : Spencer Gilpin
  - Jumanji : Le Prochain Niveau (2019) : Spencer Gilpin

- Martin Compston dans :
  - Marie reine d'Écosse (2018) : James Hepburn

- Taron Egerton dans :
  - Rocketman (2019) : Sir Reginald Kenneth Dwight

- Lee Majdoub dans :
  - Sonic le hérisson (2020) : Agent DuRoc
  - Sonic le hérisson 2 (2022) : Agent DuRoc
  - Sonic le hérisson 3 (2024) : Agent DuRoc

- Martin Starr dans :
  - Spider-Man : Les Retrouvailles (2017) : Roger Harrington
  - Spider-Man : Loin des siens (2019) : Roger Harrington
  - Spider-Man : Sans retour (2021) : Roger Harrington

- David Dastmalchian dans :
  - Dune (2021) : Piter de Vries

- Al Madrigal dans :
  - Morbius (2022) : l'agent fédéral Alberto Rodriguez

- Ronny Chieng dans :
  - M3GAN (2022) : David

- Vadhir Derbez dans :
  - Témoin en péril (2022) : Carlos Garcia

- Glenn Howerton dans :
  - BlackBerry (2023) : Jim Balsillie

- Giovanni Esposito dans :
  - Club de lecture : Le chapitre suivant (2023) : Pasquale

- George Salazar dans :
  - Blanche Neige (2025) : Happy

#### Films d'animation
- 2005 : Robots : Tim
- 2009 : Monstres contre Aliens : Derek Dietl
- 2009 : Fantastique Maître Renard : Kristofferson Silverfox
- 2010 : Raiponce : l'amoureux
- 2013 : Les Avions : Colin Cowling
- 2014 : La Légende de Manolo : Manolo
- 2015 : Le Bon Dinosaure : Coup de tonnerre
- 2016 : Les Trolls : Guy Diamant
- 2017 : Les Aventures du Capitaine Bobette, le film : Louis Labrecque
- 2017 : Coco : Gustavo
- 2017 : Ferdinand : Angus

### Télévision

#### Séries télévisées
- 2001 – 2009 : Les Sœurs McLeod : Nick Ryan (Myles Pollard) (saisons 1 à 5, récurrent saison 6)
- 2017 : Les Trois Amigonautes : Burt (Doug Hadders)
- 2019 – en production : The Boys : Cameron Coleman (Matthew Edison) (saison 3, invité saison 4)
- 2020 - 2024 : Transplanté : Thomas Mitchell (Patrick Labbé)
- 2021 – 2023 : Loki : A. D. Doug / Ouroboros « O. B. » (Ke Huy Quan) (saison 2)

#### Séries d'animation
- 2021 – en production : What If...? : Kraglin (Sean Gunn) (S1 E2)
- 2024 : Hazbin Hotel : Alastor

## Vie Privée
En 2012, il se met en couple avec la comédienne Émilie Josset.